# L'Amour à l'américaine
L'Amour à l'américaine è un film del 1931 diretto da Claude Heymann e Pál Fejös.

## Trama
Maud Jennings è un'americana che viaggia in Francia e li si innamora di Gilbert Latour che, cerca a tutti i costi di sedurre ma lui è sposato e innamorato di sua moglie Geneviève.